# Grasblättrige Skabiose
Die Grasblättrige Skabiose (Lomelosia graminifolia) ist eine Pflanzenart aus der Gattung Lomelosia innerhalb der Familie der Geißblattgewächse (Caprifoliaceae).

## Beschreibung

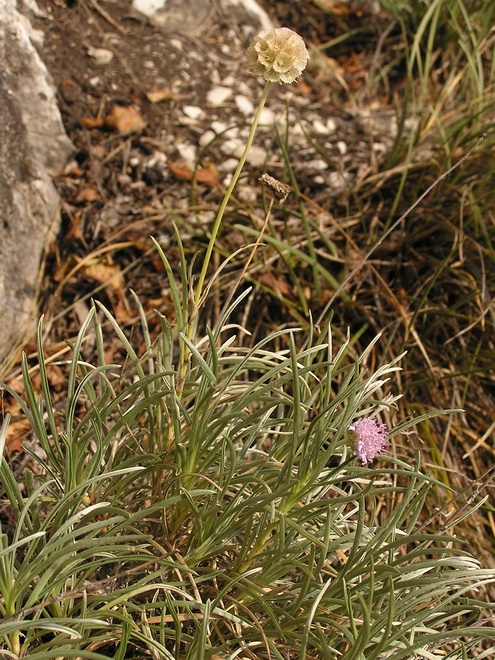
Grasblättrige Skabiose, fruchtend

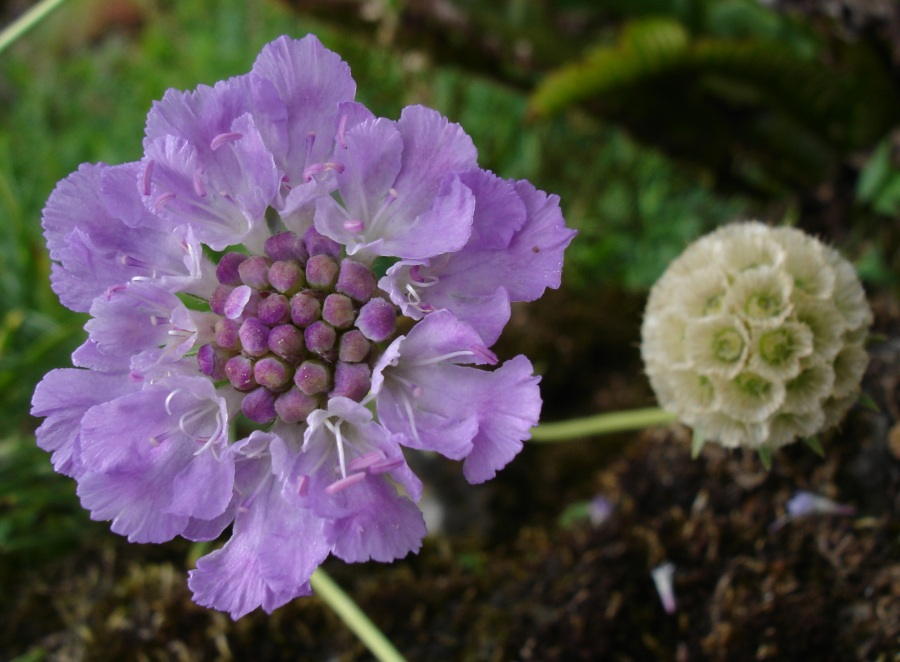
Blütenstand und Fruchtstand

### Vegetative Merkmale
Die Grasblättrige Skabiose wächst als krautige Pflanze und erreicht Wuchshöhen von selten 10, meist 20 bis 50 Zentimetern. Der aufsteigende, unverzweigte Stängel ist im oberen Bereich dicht anliegend behaart.
Alle Laubblätter sind schmal-linealisch, ganzrandig und auf beiden Blattseiten dicht, fein seidig behaart (Trichome).

### Generative Merkmale
Die Blütezeit reicht von Juli bis August oder auch bis September. Jeder Stängel endet in nur einem köpfchenförmigen Blütenstand. Der köpfchenförmige Blütenstand hat einen Durchmesser von 3 bis 4,5, selten bis zu 6 Zentimetern. Die Hüllblätter sind schmal-lanzettlich. Die äußeren Blüten eines Blütenstandes sind größer als die inneren.
Die zwittrigen Blüten sind zygomorph. Der Außenkelch ist 2 bis 3,5 Millimeter hoch. Die Kelchborsten sind 3,5 bis 5 Millimeter lang und gelblich. Die hell-lilafarbenen Blütenkronen enden mit fünf ungleichen Kronzipfeln.
Die 3 bis 4 Millimeter lange Frucht ist dicht, lang behaart.
Die Chromosomenzahl beträgt 2n = 18.

## Vorkommen
Das Verbreitungsgebiet von Lomelosia graminifolia umfasst die Länder Marokko, Spanien, Frankreich, Italien, die Schweiz, Kroatien, Slowenien, Serbien, Albanien und Griechenland. Lomelosia graminifolia ist in Europa vom nordöstlichen Spanien über das südliche Frankreich sowie dem südlichen Teil des Schweizer Kantons Tessin bis nördlichen sowie zentralen Italien und auf der Balkanhalbinsel vom früheren Jugoslawien bis Albanien und Griechenland verbreitet.
Lomelosia graminifolia gedeiht auf Kalkfelsen und deren Schutt. Die ökologischen Zeigerwerte nach Landolt & al. 2010 sind in der Schweiz: Feuchtezahl F = 1+ (trocken), Lichtzahl L = 4 (hell), Reaktionszahl R = 5 (basisch), Temperaturzahl T = 4+ (warm-kollin), Nährstoffzahl N = 2 (nährstoffarm), Kontinentalitätszahl K = 4 (subkontinental).

## Taxonomie und Systematik
Die Erstveröffentlichung erfolgte unter dem Namen (Basionym) Scabiosa graminifolia durch Carl von Linné in Cent. Pl. I: 6, 1755. Die Neukombination zu Lomelosia graminifolia (L.) Greuter & Burdet wurde 1985 durch Werner Greuter und Hervé Maurice Burdet in Willdenowia, Band 15, S. 74 veröffentlicht.
Man kann zwei Unterarten unterscheiden:
- Lomelosia graminifolia subsp. graminifolia: Sie kommt in Marokko, Spanien, Frankreich, Italien, in der Schweiz, in Kroatien, Serbien und Slowenien vor.[4]
- Lomelosia graminifolia subsp. arizagae (Uribe-Ech. & Alejandre) Romo: Sie kommt in Spanien vor.[4]